# 手賀村 (茨城県)
手賀村（てがむら）は茨城県行方郡にかつて存在した村である。

## 地理
- 現在の行方市の西部、旧玉造町の中部に位置する。
- 村は霞ヶ浦の東岸に位置する。
- 村域は台地と平地が入り組む谷戸が多い地形になっている。

## 歴史

### 村域の変遷
- 1889年（明治22年）4月1日 - 町村制施行により、手賀村が単独で村制施行し行方郡手賀村が発足。
- 1955年（昭和30年）1月1日 - 玉造町・立花村・玉川村・現原村と合併し、改めて玉造町が発足。同日手賀村廃止。

変遷表
| 1868年 以前 | 1868年 以前 | 明治22年 4月1日 | 昭和30年 1月1日 | 平成17年 9月2日 | 現在   |
| ----------- | ----------- | --------------- | --------------- | --------------- | ------ |
|             | 手賀村      | 手賀村          | 玉造町          | 行方市          | 行方市 |

## 人口・世帯

### 人口
総数 [単位： 人]
| 1891年（明治24年） | 1,590 |
| 1920年（大正 9年） | 1,750 |
| 1935年（昭和10年） | 1,947 |
| 1950年（昭和25年） | 2,566 |

### 世帯
総数 [単位： 世帯]
| 1920年（大正 9年） | 356 |
| 1935年（昭和10年） | 351 |
| 1950年（昭和25年） | 452 |